# Jezuitka
Jezuitka (lit. Jezavitiškės) − wieś na Litwie, w rejonie solecznickim, 1 km na północ od Turgieli, zamieszkana przez 35 ludzi. Przed II wojną światową w Polsce, w powiecie wileńsko-trockim województwa wileńskiego.